# Mount Harvey (Coast Mountains)
Der Mount Harvey ist ein 1652 m hoher Berg mit einer Schartenhöhe von 202 m im Südwesten der kanadischen Provinz British Columbia.

## Geographie
Der Mount Harvey ist Teil der Britannia Range in den North Shore Mountains, gerade nordöstlich des Dorfes Lions Bay im Metro Vancouver Regional District. Der nächsthöhere Berg ist der Brunswick Mountain (1788 m).
Er ist über den Howe Sound Crest Trail oder den Mount Harvey Trail von Lions Bay aus zugänglich.

## Geschichte
Wie der nahegelegene Brunswick Mountain und andere geographische Objekte in der Umgebung des Howe Sound, ist der Berg im Kontext der Seeschlacht vom 1. Juni 1794 benannt worden. Die Namen wurden von Captain Richards von der HMS Plumper während der Vermessung der Region 1859 verteilt. John Harvey (1740–1794) war Kapitän der HMS Brunswick. Er verlor in der Schlacht einen Arm und starb bald darauf an den Komplikationen.
Am 8. April 2017 starben fünf Wanderer, als eine Wechte zusammenbrach und die Nordflanke des Berges herabstürzte.:153–156